# 马姓
马姓是一個中文姓氏，也是中国较为常见的姓氏之一，在《百家姓》中排第52位，在現今中國姓氏排行第13位，其中于青海省和宁夏回族自治区是第一大姓，同时是回族第一大姓。

## 分佈
趙奢之後遷至右扶風茂陵後，此地便成為馬氏發展繁衍中心，所以《姓譜》中曾說，馬氏的發源地是扶風。西漢末年，大司徒馬矢宮改姓馬，馬姓中又增添了由馬矢姓改馬姓而來的一支。兩漢及南北朝時，馬氏除在扶風茂陵成為望族外，還分佈於今天的河南、河北、山東、湖北、湖南、四川、甘肅、江蘇及浙江等地。唐朝時，有河南馬氏在福建落戶。唐朝末年，許州鄢陵人（今河南許昌鄢陵縣）馬殷從軍作戰，被朱溫封為王，建立楚國，包括現今湖南，廣西大部及廣東、貴州等地。宋以後，閩粵地區馬氏人口逐漸增多。明代時，馬氏族人已遍布福建、廣東、廣西。在清代，有馬氏移居台灣，進而又遷至東南亞及澳、美、加。
如今，馬氏主要分佈在華北、華中、華南等地區。
以廣西馬姓爲例：
容公支系：
那坡县：三例Oα1c1a1a3，全序检测共祖时间500年内。
藤县：四例D1a，其中三例全序检测500年共祖，一例和他们共祖2500年。
玉林市：一例O1a1a1b1a1a。
藤县：一例O1b1a1a1b1。
合浦县：一例O2a2a1a1。
广东化州：三例O1b1a，YSTR推测共祖500年内；一例O2a。
容县：一例O1a1a1a2a1。
桂平：一例Oα。
昭平：三例O1a1a1a1，YSTR推测共祖500年内。
芩溪：一例Qα。

## 郡望
- 扶风
- 京兆
- 茌平
- 临安
- 西河
- 广陵

## 堂号
- 铜柱堂（伏波堂）
- 绛纱堂（绛帐堂）
- 扶风堂
- 树德堂
- 聚未堂
- 宝善堂
- 文英堂
- 怀远堂
- 青云堂
- 金紫堂
- 忠德堂

## 延伸阅读
[在维基数据编辑]
 《百家姓》
 《欽定古今圖書集成·明倫彙編·氏族典·馬姓部》，出自陈梦雷《古今圖書集成》

## 外部連結
- （简体中文）马氏家族网 （页面存档备份，存于）
- （繁體中文）世界馬氏宗親總會